# 2043 Ortutay
2043 Ortutay (1936 TH) là một tiểu hành tinh vành đai chính được phát hiện ngày 12 tháng 11 năm 1936 bởi G. Kulin ở Budapest. Nó được đặt theo tên Gyula Ortutay, a Hungarian professor of Ethnology.